# Michaelus zenaida
Michaelus zenaida är en fjärilsart som beskrevs av Dyar 1912. Michaelus zenaida ingår i släktet Michaelus och familjen juvelvingar. Inga underarter finns listade i Catalogue of Life.